# Gáios
Gáios (en griego Γάιος; también Γάης o Γόης) es la capital y principal puerto de Paxoí, Islas Jónicas, Grecia. Según la tradición, recibe su nombre de un discípulo de San Pablo, que llevó el cristianismo a la isla, y murió y fue enterrado en la misma.

## Geografía física
Gáios se sitúa al sureste de la isla de Paxós, en una bahía cerrada que conforma un puerto natural protegido por los islotes de Agíos Nikolaos (Αγίος Νικολάος) y Panagiá (Παναγιά).

## Patrimonio

### Patrimonio arquitectónico
Gáios es una población tradicional de las islas Jónicas, con estrechas callejuelas y casas típicas. Los principales monumentos son:
- Iglesia de los Santos Apóstoles (Ναός Αγιών Αποστόλων): Ubicada en el centro de la localidad, posee interesantes frescos.[1][2] A su derecha se halla una antigua cisterna de agua.[3]
- Monasterio de la Virgen (Μονή Παναγιάς): Ubicado en el islote de Panagiá.[1][2]
- Fortificación veneciana de San Nicolás: Data de 1423 y se sitúa en el islote de Agíos Nikolaos.[1][2] Se reconstruyó en 1510 según planos de Leonardo da Vinci.[4]
- Molino de viento: Data de la misma época que la fortificación veneciana, y se sitúa asimismo en el islote de Agíos Nikolaos.[1]

### Patrimonio natural
El área de Gáios, como el resto del archipiélago de Paxoí y Corfú presenta una vegetación frondosa, formada principalmente de olivos y pinos. Posee además un buen número de playas tanto de arena como de guijarros, destacando las de Gianná, Sulalena, Kloní, Kamini y Kakí Lagada.

## Cultura
En Gáios se encuentran el Archivo Histórico de Paxoí, una biblioteca pública y el Museo de Paxós.